# Aeroporto de Växjö-Kronoberg
O Aeroporto de Växjö-Kronoberg (em sueco:  Växjö-Kronobergs flygplats e em inglês:  Växjö Småland Airport ; código IATA: VXO, código ICAO: ESMX) está localizado a 5 km a noroeste da cidade de Växjö, no sul da Suécia.
Tem como nome comercial Växjö Småland Airport.
É propriedade da Região Kronoberg (55%), Comuna de Växjö (42%) e Comuna de Alvesta (3%). É gerido pela empresa comunal Växjö flygplats AB.